# Hàng không năm 1943
Đây là danh sách các sự kiện hàng không nổi bật xảy ra trong năm 1943:

## Các sự kiện

### Tháng 1
- 27 tháng 1 - USAAF thực hiện cuộc tấn công ban ngày đầu tiên vào Đức.
- 30 tháng 1 - Những chiếc de Havilland Mosquito thuộc Không quân Hoàng gia Anh thực hiện cuộc đột kích vào ban ngày đầu tiên vào Berlin.
- 30 tháng 1-31 – Radar H2S được sử dụng để dẫn đường cho các máy bay ném bom của Không quân Hoàng gia lần đầu tiên.

### Tháng 4
- 15 tháng 4 - Cuộc hành quân Flax được thực hiện, với sự tham gia của các phi công chiến đấu quân Đồng minh tấn công vào các máy bay vận chuyển của Không quân Đức ở Bắc Phi.
- 18 tháng 4 - Đô đốc Isoroku Yamamoto bị giết chết khi chiếc máy bay mang mật danh T1-323, chiếc Mitsubishi G4M, bị phục kích bởi những chiếc P-38 Lightning của Hoa Kỳ phía trên Bougainville.

### Tháng 5
- 17 tháng 5-18 - Những chiếc Avro Lancaster được sửa chữa để giảm trọng lượng của Không quân Hoàng gia Anh (RAF) thuộc phi đội số 617 thực hiện cuộc tấn công mang tên gọi "Dambusters" vào Möhne, Eder, và đập Sorpe.

### Tháng 6
- 11 tháng 6 - Những đơn vị quân đồn trú của Italia ở Pantellaria đầu hàng sau khi bị ném bom hạng nặng, đây là lần đầu tiên các đơn vị dưới mặt đất đầu hàng do bị tấn công bằng không quân.
- 24 tháng 6-25 - RAF sử dụng kim loại nhiễu xạ, có mật danh là "Window", để đánh lừa các radar của Đức lần đầu tiên, trong suốt cuộc tấn công trong Cuộc hành quân Gomorrah vào Hamburg.

### Tháng 7
- 18 tháng 7 - Khí cầu của Hải quân Hoa Kỳ, chiếc K-74 bị bắn hạ bởi một tàu ngầm của Đức, đây là chiếc khí cầu bị bắn hạ bởi quân địch duy nhất trong suốt Chiến tranh thế giới II.

### Tháng 8
- 1 tháng 8 - Phi công "át" Xô viết, Lydia Litvak bị bắn hạ và chết. Cô đã 12 lần bắn hạ máy bay địch.
- 1 tháng 8 - Những chiếc B-24 Liberator thuộc USAAF bay từ Libya để tấn công nhà máy lọc dầu Ploieşti ở România.
- 13 tháng 8 - USAAF thực hiện cuộc tấn công bằng bom lần đầu tiên vào Áo.
- 17 tháng 8 - 59 chiếc máy bay ném bom của USAAF đã mất trong một cuộc tấn công vào Regensburg và Schweinfurt.
- 17 tháng 8 - Tên lửa chống hạm Henschel Hs 293 được điều khiển bằng sóng vô tuyến lần đầu tiên được sử dụng.
- 17 tháng 8-18 - Các máy bay ném bom của RAF tấn công Trạm nghiên cứu tên lửa của Đức tại Peenemünde.

### Tháng 9
- 8 tháng 9 - Cuộc đột kích ném bom Frascati 8 tháng 9 năm 1943
- 9 tháng 9 - Tàu chiến Italia Roma bị đánh đắm bởi 2 quả bom dẫn đường bằng sóng vô tuyến Fritz X.
- 11 tháng 9 - Phi công "át" của Pháp, Pierre Le Gloan (18 lần bắn hạ máy bay địch) chết trong một vụ va chạm.
- 12 tháng 9 - Benito Mussolini được giải thoát sau một cuộc giải cứu táo bạo của viên sĩ quan Đức Otto Skorzeny.
- 15 tháng 9-16 - Những chiếc Lancaster thuộc RAF lần đầu tiên sử dụng bom "Tallboy" nặng 12.000 lb (5.455 kg).
- 22 tháng 9-24 - Ernst Jachmann bay trên chiếc tàu lượn một chỗ trong 55 giờ 51 phút trong một luồng không khí nóng.

## Chuyến bay đầu tiên
Tháng 1
- 9 tháng 1 - Lockheed Constellation mẫu thử nghiệm NX67900

Tháng 2
- 4 tháng 2 - Bristol Buckingham

Tháng 3
- 5 tháng 3 - Gloster Meteor mẫu thử nghiệm DG206

Tháng 6
- 15 tháng 6 - Arado Ar 234V1 GK+IV

Tháng 7
- 13 tháng 7 - Curtiss-Wright XP-55 Ascender

Tháng 8
- 7 tháng 8 - Ilyushin Il-6

Tháng 9
- 20 tháng 9 - De Havilland Vampire mẫu thử nghiệm LZ548
- 22 tháng 9 - DFS 228

Tháng 10
- 23 tháng 10 - Vickers Windsor
- 26 tháng 10 - Dornier Do 335V1 CP+UA

Tháng 12
- 2 tháng 12 - Grumman XF7F

## Bắt đầu hoạt động
Tháng 1
- Armstrong Whitworth Albemarle trong Phi đội số 295 RAF
- 10 tháng 1 - Fairey Barracuda trong Phi đội số 827 FAA